# 8331 Dawkins
8331 Dawkins (1982 KK1) là một tiểu hành tinh vành đai chính được phát hiện ngày 27 tháng 5 năm 1982 bởi C. S. Shoemaker và S. J. Bus ở Palomar. Tiểu hành tinh được đặt tên theo tên của Richard Dawkins.